# Halové mistrovství Evropy v atletice 1984

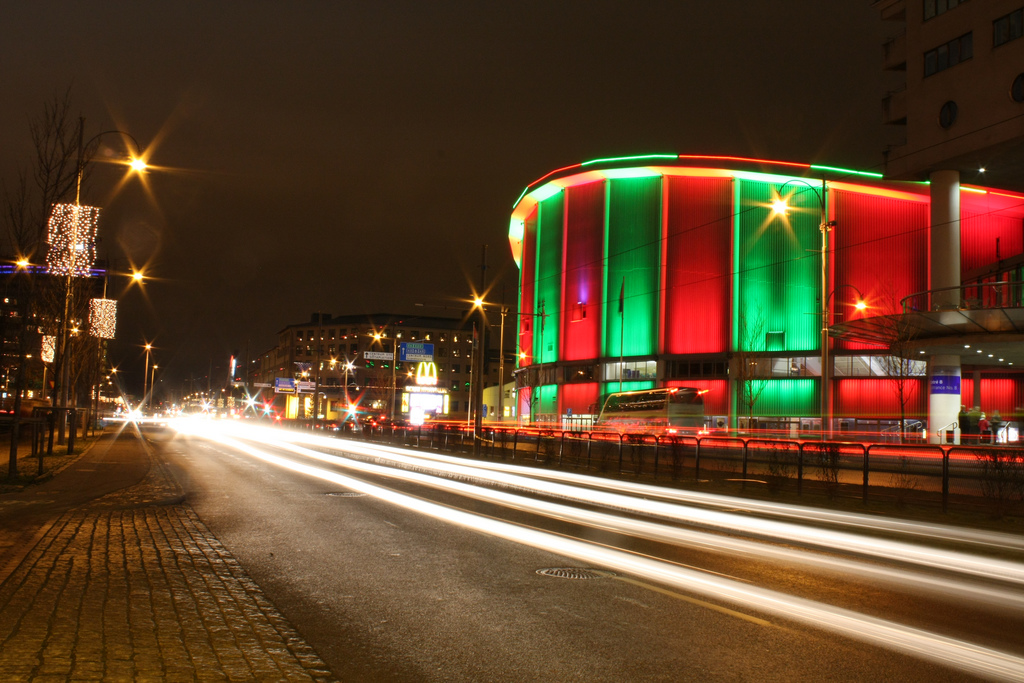
Hala Scandinavium v noci

15. Halové mistrovství Evropy v atletice se konalo ve švédském Göteborgu ve dnech 3. března - 4. března 1984 v hale Scandinavium. V též hale se konalo halové ME již v roce 1974 a v roce 2013 se zde uskuteční XXXII. ročník halového mistrovství Evropy.
Medailové pořadí ovládla poprvé a naposledy v historii šampionátu československá výprava, která vybojovala šest zlatých a dvě stříbrné a bronzové medaile. 

## Medailisté

### Muži
| Soutěž        | Zlato                    | Stříbro                    | Bronz                      |
| ------------- | ------------------------ | -------------------------- | -------------------------- |
| 60 m          | Christian Haas 6,68      | Antonio Ullo 6,68          | Ronald Desruelles 6,69     |
| 200 m         | Alexandr Jevgeněv 20,98  | Ade Mafe 21,34             | Giovanni Bongiorni 21,48   |
| 400 m         | Sergej Lovačov 46,72     | Roberto Tozzi 47,01        | Didier Dubois 47,29        |
| 800 m         | Donato Sabia 1:48,05     | André Lavie 1:48,35        | Phil Norgate 1:48,39       |
| 1500 m        | Peter Wirz 3:41,35       | Riccardo Materazzi 3:41,57 | Thomas Wessinghage 3:41,75 |
| 3000 m        | Lubomír Tesáček 7:53,16  | Markus Ryffel 7:53,61      | Karl Fleschen 7:54,45      |
| 60 m př.      | Romuald Giegiel 7,62     | György Bakos 7,75          | Jiří Hudec 7,77            |
| Skok do výšky | Dietmar Mögenburg 2,33 m | Carlo Thränhardt 2,30 m    | Roland Dalhäuser 2,30 m    |
| Skok o tyči   | Thierry Vigneron 5,85 m  | Pierre Quinon 5,75 m       | Alexandr Krupskij 5,60 m   |
| Skok daleký   | Jan Leitner 7,96 m       | Mathias Koch 7,91 m        | Robert Emmijan 7,89 m      |
| Trojskok      | Grigorij Jemec 17,33 m   | Vlastimil Mařinec 17,16 m  | Béla Bakosi 17,15 m        |
| Vrh koulí     | Jānis Bojārs 20,84 m     | Werner Günthör 20,33 m     | Alessandro Andrei 20,32 m  |

### Ženy
| Soutěž        | Zlato                        | Stříbro                         | Bronz                         |
| ------------- | ---------------------------- | ------------------------------- | ----------------------------- |
| 60 m          | Beverley Kinchová 7,16       | Anelia Nunevaová 7,23           | Nelli Coomanová 7,28          |
| 200 m         | Jarmila Kratochvílová 23,02  | Marie-Christine Cazierová 23,68 | Olga Antonovová 23,80         |
| 400 m         | Taťána Kocembová 49,97       | Erica Rossiová 52,37            | Rosica Stamenovová 52,41      |
| 800 m         | Milena Matějkovičová 1:59,52 | Doina Melinteová 1:59,81        | Cristeana Cojocaruová 2:01,24 |
| 1500 m        | Fița Lovinová 4:10,03        | Elly van Hulstová 4:11,09       | Sandra Gasserová 4:11,70      |
| 3000 m        | Brigitte Krausová 9:12,07    | Taťána Pozdnjakovová 9:15,04    | Ivana Kleinová 9:15,71        |
| 60 m př.      | Lucyna Kałeková 7,96         | Věra Akimovová 7,99             | Jordanka Donkovová 8,09       |
| Skok do výšky | Ulrike Meyfarthová 1,95 m    | Maryse Ewanje-Epéeová 1,95 m    | Danuta Bułkowská 1,95 m       |
| Skok daleký   | Susan Hearnshawová 6,70 m    | Eva Murková 6,55 m              | Stefania Lazzaroniová 6,08 m  |
| Vrh koulí     | Helena Fibingerová 20,34 m   | Claudia Loschová 20,23 m        | Heidi Kriegerová 20,18 m      |

## Medailové pořadí
| Umístění | Stát           | Zlato | Stříbro | Bronz | Celkem |
| -------- | -------------- | ----- | ------- | ----- | ------ |
| 1.       | Československo | 6     | 2       | 2     | 10     |
| 2.       | Sovětský svaz  | 4     | 2       | 3     | 9      |
| 3.       | NSR            | 4     | 2       | 2     | 8      |
| 4.       | Velká Británie | 2     | 1       | 1     | 4      |
| 5.       | Polsko         | 2     | 0       | 1     | 3      |
| 6.       | Itálie         | 1     | 4       | 3     | 8      |
| 7.       | Francie        | 1     | 4       | 1     | 6      |
| 8.       | Švýcarsko      | 1     | 2       | 2     | 5      |
| 9.       | Rumunsko       | 1     | 1       | 1     | 3      |
| 10.      | Bulharsko      | 0     | 1       | 2     | 3      |
| 11.      | Maďarsko       | 0     | 1       | 1     | 2      |
| 11.      | NDR            | 0     | 1       | 1     | 2      |
| 11.      | Nizozemsko     | 0     | 1       | 1     | 2      |
| 14.      | Belgie         | 0     | 0       | 1     | 1      |